# Фокир (округ)
Округ Фокир (англ. Fauquier County) располагается в США, в штате Виргиния. По состоянию на 2010 год, численность населения составляла 65 203 человек.

## История
В 1608 году первый европейский исследователь региона, капитан Джон Смит, докладывал, что местность населяет племя Whonkentia, часть племени Manahoac. Это племя в 1670 году было изгнано ирокезами, которые не стали заселять эту землю. Ирокезы в итоге передали регион колонии Вирджиния, что было оформлено соглашением в Олбани 1722 года.
1 мая 1759 года был образован округ Фокир, который выделился из округа Принс-Уильям. Его назвали в честь Фрэнсиса Фокира, губернатора Вирджинии, который, согласно легенде, выиграл его в покер.
Когда началась гражданская война, жители округа служили в армии Конфедерации — в частности, в 11-м вирджинском, 17-м вирджинском и 49-м вирджинском полках. На территории округа произошло несколько сражений: сражение при Торуфеир-Гэп, сражение при Келли-Форд, сражение при Элди, первое и второе сражение при Оберне и второе сражение при Рапаханок-Стейшен. В те же годы знаменитый партизан Джон Мосби использовал как базу этот округ и часть соседнего округа Лаудон. Эта территория стала известна как «Конфедерация Мосби».

## География
По данным Бюро переписи США, общая площадь округа равняется 1686 км², из которых 1676 км² составляет суша и 10 км², или 0,6 % — водоёмы.

### Соседние округа
- Кларк (Виргиния) — север
- Лаудон (Виргиния) — север
- Принс-Уильям (Виргиния) — восток
- Стаффорд (Виргиния) — юго-восток
- Калпепер (Виргиния) — юго-запад
- Раппаханнок (Виргиния) — запад
- Уоррен (Виргиния) — северо-запад

## Демография
По данным переписи населения 2000 года в округе проживает 55 139 жителей в составе 19 842 домашних хозяйств и 15 139 семей. Плотность населения составляет 33 человека на км². На территории округа насчитывается 21 046 жилых строений, при плотности застройки 13 строений на км². Расовый состав населения: белые — 88,39 %, афроамериканцы — 8,79 %, коренные американцы (индейцы) — 0,26 %, азиаты — 0,59 %, гавайцы — 0,03 %, представители других рас — 0,60 %, представители двух или более рас — 1,33 %. Испаноязычные составляли 2,02 % населения.
В составе 36,10 % из общего числа домашних хозяйств проживают дети в возрасте до 18 лет, 63,80 % домашних хозяйств представляют собой супружеские пары проживающие вместе, 8,60 % домашних хозяйств представляют собой одиноких женщин без супруга, 23,70 % домашних хозяйств не имеют отношения к семьям, 18,70 % домашних хозяйств состоят из одного человека, 6,20 % домашних хозяйств состоят из престарелых (65 лет и старше), проживающих в одиночестве. Средний размер домашнего хозяйства составляет 2,75 человека, и средний размер семьи 3,14 человека.
Возрастной состав округа: 20,80 % моложе 18 лет, 8,70 % от 18 до 24, 28,30 % от 25 до 44, 26,90 % от 45 до 64 и 15,30 % от 65 и старше. Средний возраст жителя округа 40 лет. На каждые 100 женщин приходится 94,20 мужчин. На каждые 100 женщин старше 18 лет приходится 91,70 мужчин.
Средний доход на домохозяйство в округе составлял 61 999 USD, на семью — 93 762 USD. Среднестатистический заработок мужчины составлял 45 484 USD против 31 738 USD для женщины. Доход на душу населения был 28 757 USD. Около 3,70 % семей и 5,40 % общего населения находились ниже черты бедности, в том числе — 4,70 % молодежи (тех, кому ещё не исполнилось 18 лет) и 8,70 % тех, кому было уже больше 65 лет.